# Neustädter Bucht

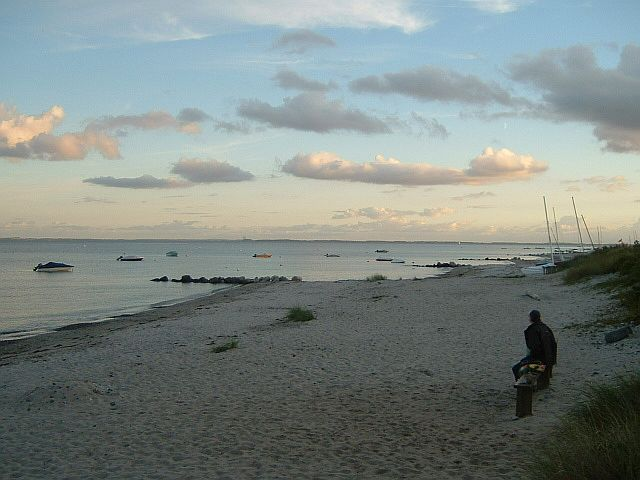
Abendstimmung an der Bucht

Die Neustädter Bucht ist der westliche Teil der Lübecker Bucht, die ihrerseits wiederum Teil der Mecklenburger Bucht der Ostsee ist. Sie liegt im deutschen Bundesland Schleswig-Holstein.
Der bedeutendste Hafen an der Neustädter Bucht, die durch eine gedachte Linie zwischen Niendorf und Pelzerhaken vor der Küste Wagriens definiert werden kann, ist Neustadt in Holstein. Als Orientierungsfeuer für die Schifffahrt in der Neustädter Bucht wurde 1843 der Leuchtturm Pelzerhaken von den Dänen erbaut. Er ist in Form eines Neubaus von 1937 noch heute in Betrieb.
Die Neustädter Bucht erlangte zum Ende des Zweiten Weltkrieges am 3. Mai 1945 tragische Bekanntheit durch eine der größten Katastrophen der Seefahrt, die Versenkung des KZ-Häftlingsschiffs Cap Arcona mit 4600 Todesopfern, der Thielbek mit 2800 Häftlingen, die fast alle ums Leben kamen, und der Deutschland mit ebenfalls vielen Todesopfern. In Neustadt befindet sich ein Cap-Arcona-Museum. Noch heute werden zudem Funde der umfangreichen Chemiewaffen- und Munitionsversenkungen aus jener Zeit geborgen.
Seit Januar 2007 gilt zur Verbesserung der Sicherheit von Badegästen und Seglern ein Tempolimit für Sportboote. Nach der Regelung der Wasser- und Schifffahrtsdirektion Nord darf an der Küste von Travemünde bis Neustadt mit Motorbooten und Wassermotorrädern in einem zwei Kilometer breiten Streifen nicht schneller als 15 km/h gefahren werden.
Seit Mai 2012 gilt außerdem die Verordnung über das Verbot des Befahrens der Neustädter Bucht mit bestimmten Fahrzeugen (NeustädterBuchtFzgV). Sie schreibt eine Schallgrenze für Motorboote und Jetskis (Wassermotorräder) vor.